# Sidney (Nebraska)
Sidney is een plaats (city) in de Amerikaanse staat Nebraska, en valt bestuurlijk gezien onder Cheyenne County.

## Demografie
Bij de volkstelling in 2000 werd het aantal inwoners vastgesteld op 6282. In 2006 is het aantal inwoners door het United States Census Bureau geschat op 6372, een stijging van 90 (1,4%).

## Geografie
Volgens het United States Census Bureau beslaat de plaats een oppervlakte van 16,0 km², geheel bestaande uit land. Sidney ligt op ongeveer 1246 m boven zeeniveau.

## Plaatsen in de nabije omgeving
De onderstaande figuur toont nabijgelegen plaatsen in een straal van 32 km rond Sidney.